# Muraltia
Muraltia es un género de plantas con flores perteneciente a la familia  Polygalaceae. Comprende 201 especies.

## Especies seleccionadas
- Muraltia abietina
- Muraltia acerosa
- Muraltia acicularis
- Muraltia acipetala